# Benteler (Langenberg)
Benteler ist ein Ortsteil der Gemeinde Langenberg im Kreis Gütersloh in Nordrhein-Westfalen.

## Geografie
Die Benteler Niederungen zählen naturräumlich innerhalb der Emssandebene zu den Ostmünsterländer Sanden.

## Geschichte

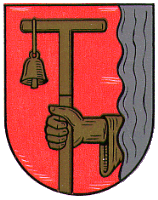
Das ehemalige Ortswappen

Die ersten Hinweise auf die Ortschaft Benteler finden sich in der Gründungsgeschichte der Benediktinerabtei Liesborn 1130. Im Jahr 1081 erscheint zum ersten Male urkundlich der Name Binitlahri.
Ab 1816 gehörte Benteler dem Amt Liesborn-Wadersloh an.

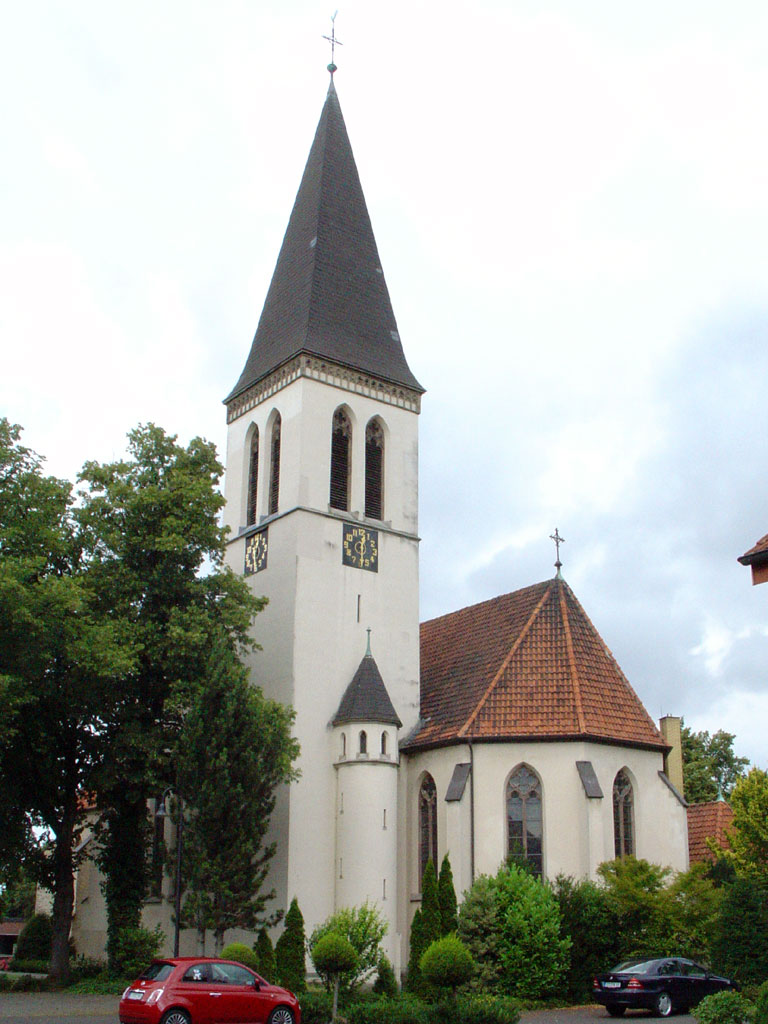
Katholische Pfarrkirche St. Antonius Benteler

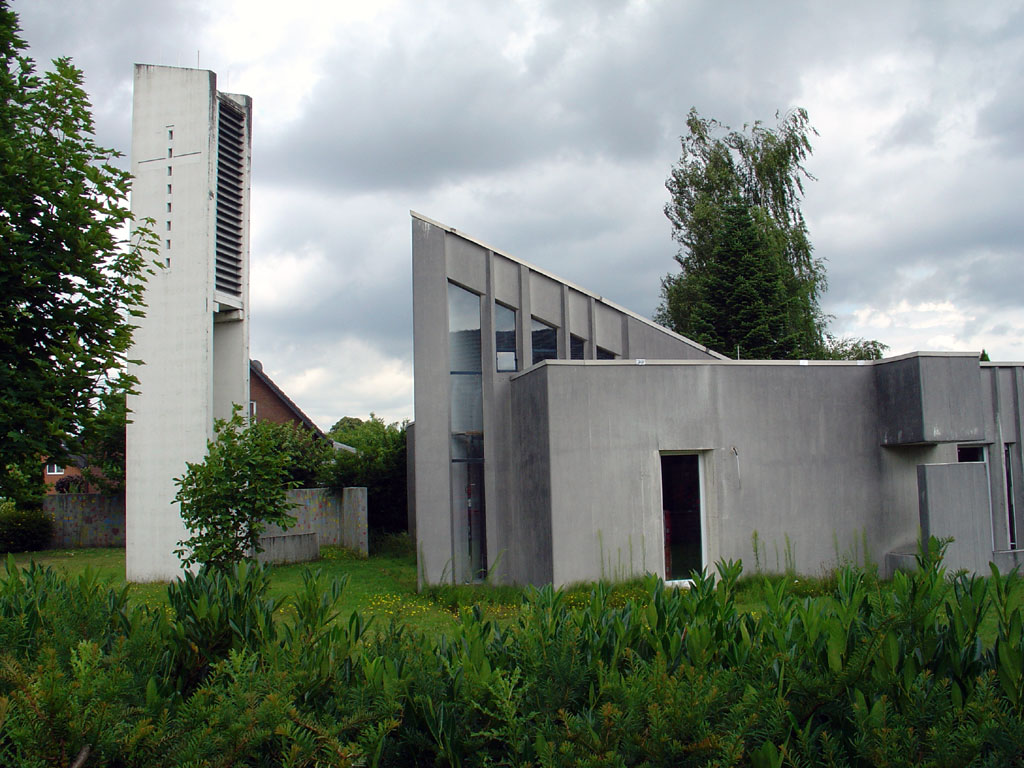
Die geschlossene evangelische Friedenskirche in Benteler

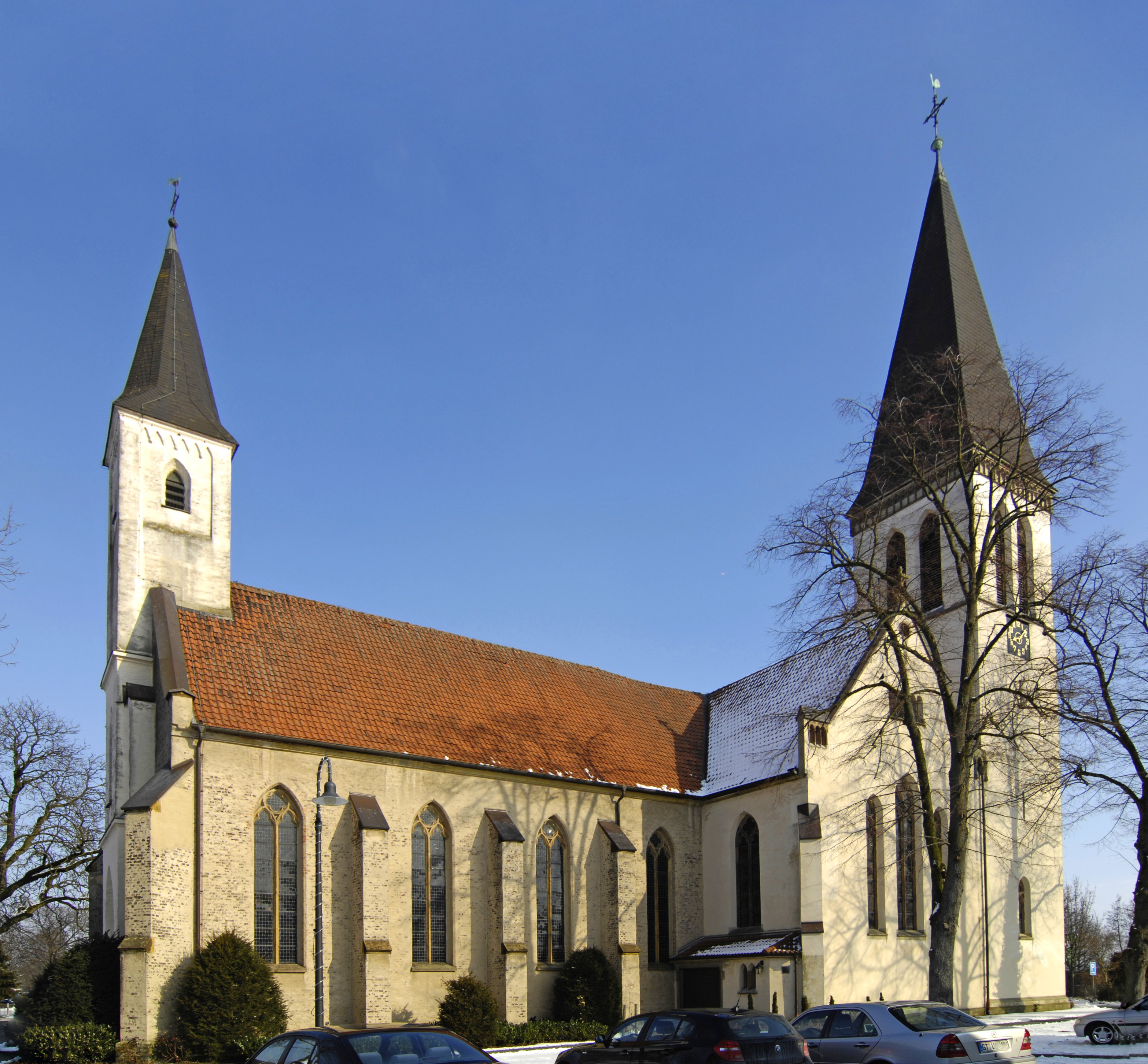
St. Antonius in Benteler, rückwärtige Ansicht

1898 bekam Benteler eine eigene katholische Kirche, die Pfarrkirche St. Antonius, die heute den Ortsmittelpunkt in dem Einzelhofsiedlungsgebiet dieses Münsterländer Territoriums bildet. Das erste in dieser Kirche getaufte Kind war die am 31. Januar 1898 geborene Elisabeth Loddenkemper, eine Bauerntochter aus dem äußersten Süden des Ortes.
Ab dem 1. April 1898 war Benteler durch Ausgliederung aus Wadersloh eine selbständige Gemeinde.
Seit dem 1. Januar 1970 ist Benteler einer der beiden Ortsteile der Gemeinde Langenberg. Die Eingemeindung nach Langenberg war bezüglich der katholischen Bistümer interessant. So liegt Langenberg im Erzbistum Paderborn, während Benteler dem Bistum Münster angehört. 
Heute gibt es auch eine evangelische (lutherische) Kirche (Friedenskirche), die 1969 zum großen Teil durch Spenden finanziert wurde. 1994, zum 25. Jahrestag, wurde ein Glockenturm errichtet. Auch er wurde zum größten Teil durch Spenden finanziert. Die Evangelische Landeskirche von Westfalen beschloss 2005, diese Kirche zum 1. Januar 2007 zu schließen. Mittlerweile wird die ehemalige Kirche als Wohnhaus genutzt.

## Wirtschaft, Freizeit und Kultur
Benteler verfügt über eine Grundschule („Schmeddingschule“). Des Weiteren gibt es eine Sparkasse, eine Filiale der Volksbank Bielefeld-Gütersloh, einen Supermarkt, eine Bäckerei, eine Wäscherei und diverse Gaststätten, Handwerker und Floristen. Zwar ist Benteler immer noch ein typisches Landdorf, aber die Landwirtschaft als ursprünglicher Hauptwirtschaftszweig ist heute nahezu bedeutungslos.
Das kulturelle Zentrum des Ortes bildet die „Antoniusglocke“, das Gemeindehaus der katholischen Kirche. Ergänzt wird das Angebot durch mehrere Kultur- und Sportvereine. Sportlich hatte Benteler besonders in den 1990er Jahren im Bereich „Trecker Treck“ etwas zu bieten. Von besonderer Bedeutung ist das jährlich stattfindende Schützenfest, welches eines der ersten im Jahresverlauf stattfindenden Schützenfeste in der näheren Umgebung ist.

### Anekdote
Bentelers Wurzeln sind eng mit der heutigen Gemeinde Wadersloh (Kreis Warendorf) verknüpft, der Benteler einst – vor der Revolution von Benteler – angehörte. Über die Loslösung von Wadersloh besteht die Nachfolgende Anekdote, die allerdings tatsächlich so nicht stattgefunden haben kann:
1898 oder etwas früher fand eine Abstimmung statt, in der alle Gemeindemitglieder (es waren nur Männer) darüber befinden sollten, ob Benteler eine eigene Gemeinde werden sollte oder nicht. Da die Benteleraner zahlenmäßig weniger Einwohner waren als die Wadersloher, mussten sie eine List anwenden, um ihr Ansinnen durchsetzen zu können.
Die Wahllokale hatten von früh bis abends um eine bestimmte Uhrzeit geöffnet. Die Wadersloher eilten zur Urne, jedoch nahmen sie die Unabhängigkeitsbestrebungen der Benteleraner nicht allzu ernst. Sie dachten sich, dass die Benteleraner es sich mit der Eigenständigkeit wohl doch wieder anders überlegt hatten, als bis weit in den späten Nachmittag hinein nur einzelne Benteleraner zur Wahl nach Wadersloh gegangen waren. So hatten die Wadersloher nicht die Notwendigkeit gesehen, ihrerseits zu dieser Wahl zu gehen.
Um eine knappe Stunde oder weniger vor der Wahl brachen jedoch die Benteleraner geschlossen in Richtung des 7 km entfernten Wadersloh auf. Die Pferde wurden angespannt, und mit Leiterwagen ging es zum Wahllokal, wo man rechtzeitig vor der Schließung eintraf. Ein jeder wahlberechtigter Benteleraner gab seine Stimme für die bentelerische Unabhängigkeit von Wadersloh. Die Wadersloher waren völlig überrumpelt, und bei der Auszählung der Stimmen hatten mehr Menschen für die Selbstständigkeit Bentelers gestimmt als für den Verbleib in der Gemeinde Wadersloh – und dies nur, weil die meisten Wadersloher der Wahl ferngeblieben waren, da sie den Benteleranern einen solchen Zusammenhalt nicht zugetraut hatten.